# John Foster (Segler, 1938)
John Frederick Foster senior (* 25. Februar 1938 in Wallasey, England) ist ein ehemaliger Segler und Bobfahrer von den Amerikanischen Jungferninseln.

## Biografie
John Foster nahm an fünf Olympischen Sommerspielen (1972, 1976, 1984, 1988, 1992) im Segeln mit dem Starboot teil. Von 1984 bis 1992 gehörte sein Sohn John Foster junior zu seiner Crew.
Darüber hinaus war Foster auch Teil der ersten Winter-Olympiamannschaft der Amerikanischen Jungferninseln bei an den Olympischen Winterspielen 1988 in Calgary. Wenige Tage vor seinem 50. Geburtstag startete er mit dem 50-jährigen John Reeve im Zweierbob-Wettbewerb, wo das Duo den 38. und letzten Rang belegte.
Von 1967 bis 1968 war Foster Präsident des St. Thomas Yacht Club auf den Jungferninseln.